# Calumma brevicorne
Calumma brevicorne (Günther, 1879) è un sauro della famiglia Chamaeleonidae, endemico del Madagascar.

## Descrizione
Si distingue dalle altre specie di Calumma per la presenza, nei maschi, di una singola appendice rostrale di almeno 2,5 mm, appiattita lateralmente. Un maschio adulto ha una lunghezza di 90–170 mm (sino a 350 mm con la coda) e presenta due ampi lobi occipitali, pliche cutanee simili ad orecchie di elefante, che si fondono dorsalmente.
La livrea ha colorazioni estremamente variabili, dal verde chiaro al marrone scuro. I maschi di alcune popolazioni hanno le zampe bluastre. La lunga coda è prensile.

## Biologia
È una specie arboricola, solitaria, spiccatamente territoriale.
 
Se infastidito espande a ventaglio i lobi occipitali, spalanca la bocca e soffia in atteggiamento minaccioso.

### Alimentazione
Si nutre di insetti.

### Riproduzione
È una specie ovipara; dopo l'accoppiamento la femmina depone da 10 a 30 uova.

## Distribuzione e habitat
La specie è diffusa nelle foreste pluviali del Madagascar orientale, tra gli 800 e i 1.000 m di altitudine.

## Conservazione
La IUCN Red List classifica C. brevicorne come specie a basso rischio (Least Concern).
La specie è inserita nella Appendice II della Convention on International Trade of Endangered Species (CITES).